# Temu hitam
Curcuma aeruginosa
Espèce
Classification phylogénétique
Le Temu hitam (Curcuma aeruginosa) est une espèce de plantes herbacées rhizomateuses vivaces du genre Curcuma de la famille des Zingibéracées.
Originaire de l'Asie du Sud-Est, de la Birmanie (Myanmar) à l'île de Java.
William Roxburgh le décrit en 1810 en page 335 du volume 10 de la revue "Asiatic Research". Il est republié par William Carey dans l'ouvrage posthume de William Roxburgh, en anglais, Flora Indica, Tome 1 page 27 .
Planté dans les jardins ou dans les plantations, le "Temu hitam" se trouve aussi communément à l'état sauvage dans les forêts de teck, les prairies, entre 400-750 m d'altitude.

## Description

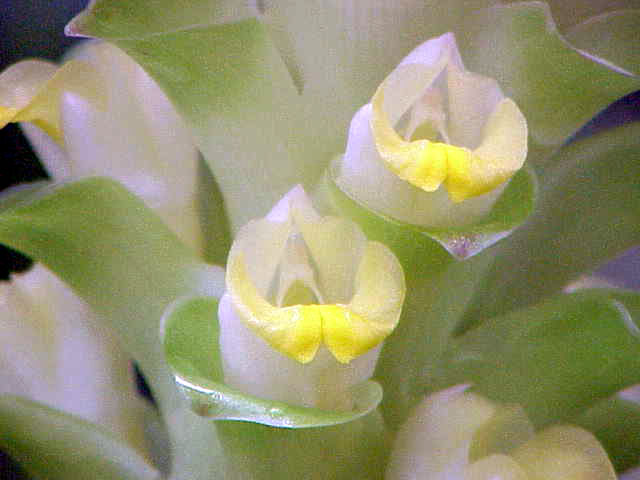
Fleurs de 'Temu hitam'.

## Utilisation
On s'en sert comme plante médicinale, mais également comme épice dans la composition de plats et sauces en Indonésie.